# Dignomus fossulatus
Dignomus fossulatus é uma espécie de insetos coleópteros polífagos pertencente à família Anobiidae.
A autoridade científica da espécie é P. H. Lucas, tendo sido descrita no ano de 1849.
Trata-se de uma espécie presente no território português.